# Saint-Jean-de-la-Rivière
Saint-Jean-de-la-Rivière é uma comuna francesa na região administrativa da Normandia, no departamento Mancha. Estende-se por uma área de 3,57 km². Em 2010 a comuna tinha 361 habitantes (densidade: 101,1 hab./km²).